# تپه سوهرن دوک
تپه سوهرن دوک مربوط به هزاره سوم قبل از میلاد است و در شهرستان نیک‌شهر، روستای سوهرن دوک واقع شده و این اثر در تاریخ ۱۲ بهمن ۱۳۸۱ با شمارهٔ ثبت ۷۲۶۳ به‌عنوان یکی از آثار ملی ایران به ثبت رسیده است.